# エム・ティー・オー
エム・ティー・オー株式会社（英: MTO Inc. ）は、神奈川県横浜市に本社を置くテレビゲーム制作会社。Motorsports Software Technical Officeの3文字を社名としている。
動物キャラクターを題材にしたソフトや低年齢女/男児向のゲームが多いが、レースゲームも得意としていた。
2014年5月10日、初代取締役の森山健寛が死去。以降ソフトウェア開発事業では2014年10月を最後に新製品が発売されておらず、公式サイトも同年を最後に更新が停止されている。
エム・ティー・オーの公式プレスリリースから、2016年時点では飲食店運営事業を手掛けていたが現在は閉店。
2020年5月12日、本社所在地が「神奈川県横浜市中区石川町1-1」から現住所に変更される。
2022年7月、かまくら春秋社の電子書籍を読み放題で楽しめるサービス『かまくら春秋社e-Book倶楽部』を開始。

## 主なソフト
- 頭文字D外伝
青年漫画を原作としていながら子供向けに改変したもので、開発を担当。販売は講談社。
- GT CUBE
  - GT PRO SERIES - 前記タイトルのベタ移植作。
- OPTIONチューニングカーバトル
- 大阪湾岸バトル
- LOTUS CHALLENGE
- お茶犬シリーズ
- みんなのソフトシリーズ
- なかよしペットシリーズ
  - かわいい子猫シリーズ
  - かわいい子犬シリーズ
- みんなの飼育シリーズ
- ドキドキクッキングシリーズ
- ときめき夢シリーズ
「シリーズ」とはなっているが、『(1) お花屋さんになろう!』（2002年7月19日発売）のみで続編は無い（2021年12月現在）。
- 魔法のパンプキン 〜アンとグレッグの大冒険〜
- アオゾーラと仲間たち
- エンジェルコレクション
- カードキャプターさくら
- 大好きテディ
- ダンシングソード 〜閃光〜
- きせっこぐるみぃ
- 仔犬でくるりん
- 学園戦記ムリョウ
- 瞬足 めざせ!全国最強ランナー